# 聖弗蘭西斯科德庫阿帕
聖弗蘭西斯科德庫阿帕（西班牙語：Cuapa），是尼加拉瓜的城鎮，位於該國中部，由瓊塔萊斯省負責管轄，始建於1997年7月30日，面積277平方公里，海拔高度293米，2005年人口5,507，人口密度每平方公里19.88人。